# Mayaguana Island
Mayaguana Island är en ö i Bahamas.   Den ligger i distriktet Mayaguana District, i den sydöstra delen av landet, 500 km sydost om huvudstaden Nassau. Arean är 285 kvadratkilometer.
Terrängen på Mayaguana Island är mycket platt. Öns högsta punkt är 40 meter över havet. Den sträcker sig 19,4 kilometer i nord-sydlig riktning, och 45,6 kilometer i öst-västlig riktning.
Följande samhällen finns på Mayaguana Island:
- Abraham's Bay
- Pirates Well

I omgivningarna runt Mayaguana Island växer i huvudsak städsegrön lövskog.